# 二百四十角形
二百四十角形（にひゃくよんじゅうかくけい、にひゃくよんじゅうかっけい、dihectatetracontagon）は、多角形の一つで、240本の辺と240個の頂点を持つ図形である。内角の和は42840°、対角線の本数は28440本である。

## 正二百四十角形
正二百四十角形においては、中心角と外角は1.5°で、内角は178.5°となる。一辺の長さが a の正二百四十角形の面積 S は
{\displaystyle S=60a^{2}\cot {\frac {\pi }{240}}}
{\displaystyle \cos(2\pi /240)}は有理数と平方根の組み合わせのみで表せる。
{\displaystyle \cos {\frac {2\pi }{240}}=\cos {\frac {\pi }{120}}=\cos \left(1.5^{\circ }\right)={\frac {\left({\sqrt {2+{\sqrt {2}}}}\right)\left({\sqrt {30-6{\sqrt {5}}}}+{\sqrt {5}}+1\right)+\left({\sqrt {2-{\sqrt {2}}}}\right)\left({\sqrt {15}}+{\sqrt {3}}-{\sqrt {10-2{\sqrt {5}}}}\right)}{16}}}

### 正二百四十角形の作図
正二百四十角形は定規とコンパスによる作図が可能な図形である。